# Lądowisko Świecie-Szpital
Lądowisko Świecie-Szpital – lądowisko sanitarne w Świeciu, w województwie kujawsko-pomorskim, położone przy ul. Wojska Polskiego 126. Przeznaczone jest do wykonywania startów i lądowań śmigłowców sanitarnych i ratowniczych w dzień i w nocy o dopuszczalnej masie startowej do 5700 kg.
Zarządzającym lądowiskiem jest „Nowy Szpital” w Świeciu Sp. z o.o. W roku 2014 zostało wpisane do ewidencji lądowisk Urzędu Lotnictwa Cywilnego pod numerem 283.
Koszt jego budowy wyniósł ok. 1 mln zł.